# 林陈美仪
林陈美仪（Maggie Lim，1913年1月5日—1995年11月）是新加坡女性医生和公共卫生官员。她于2014年被追授入新加坡女性名人堂。

## 早年
林陈美仪是一位商人的女儿，中国慈善人士陳篤生的曾孙女。她就读于莱佛士女子学校，后来又进入莱佛士男子学校就讀。 1930年，她成為第一位获得女王奖学金的新加坡女学生。她在伦敦妇女医学院和皇家自由医院获得医学学位。她于1940年回到新加坡。

## 职业
第二次世界大战期間，林陈美仪在新山成為一名戰地医生，並且支持马来亚人民抗日军的軍事行動。战后，林陈美仪成為了新加坡一名产科医生和公共卫生官员。她曾为新加坡市政卫生局工作。
1949年，新加坡计划生育协会成立时，林先生在该协会名譽掛職。1951年初，她与其他人一起被政府以替马来亚共产党宣传為由短暂拘留。 1963年任卫生部妇幼福利司司长。 她是计划生育和人口委员会的主席，也是助产士委员会的顾问。她曾在新加坡医院委员会以及新加坡儿科学会任職。 
後來林陈美仪又成為夏威夷大学美国东西方中心的流行病学和公共卫生教授。 在夏威夷期间，她還担任美国计划生育联合会夏威夷分會的副总裁。 
林陈美仪是英格兰皇家外科医学院和倫敦皇家內科醫師學會的會員。
林陈美仪最終在美國加利福尼亚州克莱蒙特去世。她于2014年被追授入新加坡女性名人堂。